# Emilio Quintana (gobernador)
Emilio Quintana fue un político jujeño que se desempeñó como legislador provincial en numerosas oportunidades y actuó como gobernador provisional de su provincia natal.

## Biografía
Emilio Quintana nació en Jujuy, hijo del juez y legislador Manuel Rosa de la Quintana y de Serapia Echeverría Sánchez de Bustamante. Era sobrino de Fermín de la Quintana, gobernador de la provincia en dos oportunidades.
Siguiendo los caminos de su padre, fue diputado en la Legislatura provincial jujeña representando al departamento Capital (1850 a 1852), al departamento de Yavi (1854 a 1858) y al de Río Negro (1860, suplente en 1863 y de 1864 a 1866). 
En 1869 fue designado Juez de primera instancia y en 1870 Conjuez del Superior Tribunal de Justicia de la provincia.
El 18 de julio de 1870 falleció en el ejercicio del cargo el gobernador Restituto Zenarruza. El presidente de la Legislatura Mariano Iriarte asumió en carácter interino el cargo vacante y de inmediato empezó a trabajar para asegurar las futuras elecciones y obtener el cargo en propiedad. A esos efectos, Iriarte forzó a renunciar a los miembros del poder judicial, movilizó a la Guardia Nacional y amenazó a sus opositores quienes alzaron la candidatura del dos veces gobernador Pedro José Portal. Dice Zinny: "La prensa oficial se convirtió en arma de difamación contra el pueblo, las rentas públicas fueron empleadas en los trabajos electorales del gobierno."
Realizadas las elecciones el 24 de septiembre, los partidarios de Portal solicitaron la intervención federal y la nulidad de las elecciones ante el fraude y violencia ejercidos por el gobernador interino. El 19 de octubre de 1870 estalló la revolución en Tilcara dirigida por José María Álvarez Prado y el 3 de noviembre en el combate de León; Iriarte fue vencido huyendo a Salta, donde solicitó también la intervención federal, mientras su ministro Soriano Alvarado era detenido por robo y asesinato.
El 6 de noviembre de 1870 una asamblea designó a Emilio Quintana como nuevo gobernador provisional. Durante su gestión no nombró ministro general. Hasta tanto se definiera la situación respetó los resultados de los comicios realizados por Iriarte para la renovación legislativa y presidió las elecciones en los Departamentos en los que en esa ocasión no no habían podido efectuarse.
Después de haber decretado el presidente Domingo Faustino Sarmiento la intervención a la provincia ejercida por Uladislao Frías, Quintana reconoció la autoridad del comisionado nacional y constituida la Legislatura el 2 de enero de 1871 entregó el mando a su presidente José Benito de la Bárcena de acuerdo a lo dispuesto por el artículo 56 de la Constitución.
Ese mismo año Quintana fue elegido nuevamente diputado provincial por la Capital, reteniendo su banca hasta 1872.
Tras actuar como vocal del Superior Tribunal de Justicia, fue elegido diputado por Perico de San Antonio por el período 1873 a 1874, no obstante lo cual renunció a su banca el 14 de marzo de 1874. 
Era dueño de la finca Manzanos. Había casado con Polonia López del Villar Pérez. Su hijo Abraham Quintana fue un destacado dirigente de la Unión Cívica Radical.
Su hermano Fenelón de la Quintana fue también gobernador y diputado nacional.